# Pustki (powiat tczewski)
Pustki – osada kociewska w Polsce położona w województwie pomorskim, w powiecie tczewskim, w gminie Pelplin przy drodze wojewódzkiej nr 230.
W latach 1975–1998 miejscowość administracyjnie należała do województwa gdańskiego.
Inne miejscowości o nazwie Pustki: Pustki